# Jimmy Rowser
James Edward „Jimmy“ Rowser (* 18. April 1926 in Philadelphia; † 24. Juni 2004) war ein US-amerikanischer Jazzbassist.
Er spielte ab 1954 bei Philly Joe Jones; 1955 entstanden erste Aufnahmen, als er dem Ray Bryant Trio angehörte. 1956/57 arbeitete er mit Dinah Washington  und Joe Carroll, 1957 bis 1959 bei Maynard Ferguson sowie bei Red Garland. 1963 tourte er in Mexiko mit Benny Goodman und begleitete 1964 Friedrich Gulda in Südamerika (Gulda Jazz). 1966 spielte er bei Al Cohn und Zoot Sims und tourte seit 1969 viel mit Les McCann, mit dem er auch häufig aufnahm.
Rowser nahm auch mit Ray Bryant (Cold Turkey 1964), Yusef Lateef, Junior Mance, Hank Mobley, Elmer Snowden, Illinois Jacquet, Herb Ellis, Lee Morgan, Eddie Harris, Buddy Montgomery, Dave Hubbard und Ted Harris auf. Im Bereich des Jazz war er zwischen 1955 und 1991 an 56 Aufnahmesessions beteiligt, zuletzt bei Hilton Ruiz (A Merry Jazzmas).  auf. Zuletzt wohnte er in  Teaneck, New Jersey.

## Lexikalischer Eintrag
- Carlo Bohländer, Karl Heinz Holler, Christian Pfarr: Reclams Jazzführer. 3., neubearbeitete und erweiterte Auflage. Reclam, Stuttgart 1989, ISBN 3-15-010355-X.